# 井宿增十一
雙子座32，又名BD+12 1275，HD 48843、SAO 96084、HR 2489，是雙子座的一颗恒星，视星等为6.46，位于銀經200.99，銀緯4.54，其B1900.0坐标为赤經6h 40m 17.1s，赤緯+12° 4.54′ 52″。